# السفر العرضي
"السفر العرضي" (بالإنجليزية:  Accidental travel)‏ هو أداة حبكة في الخيال تأملي، حيث يجد الأشخاص العاديون أنفسهم عن طريق الخطأ خارج مكانهم أو زمانهم المعتاد، غالباً دون سبب واضح، وهو نوع معين من حبكة "السمكة خارج الماء". في مجتمع المعجبين الروسي، يُعرف هذا النمط بالمصطلح بوبادانتسي، وهو الصيغة الجمع لكلمة بوبادانتس، وللأنثى بوبادانكا، ويعني الشخص الذي يجد نفسه بالصدفة في مكان أووقت آخر. يحمل المصطلح الروسي طابعاً ساخراً، لأنه أصبح كليشيه شائعاً في أدب الخيال العلمي الروسي الشعبي. يتتبع الناقد الروسي بوريس نيفسكي هذا النمط في الحبكة إلى رواية "رحلات غوليفر" (القرن الثامن عشر) على الأقل.

## الأنواع

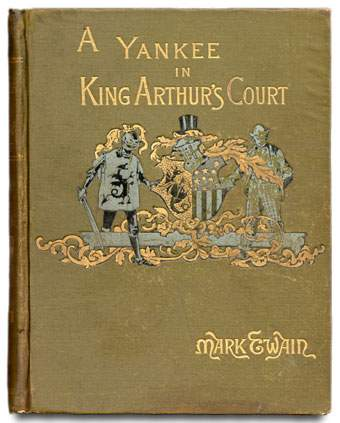
السفر عبر الزمن الكلاسيكي

يُعرف السفر العرضي باسم "الانزلاق الزمني". ومثال كلاسيكي على الانزلاق الزمني هو رواية مارك توين "يانكي من كونيتيكت في بلاط الملك آرثر" (1889)، والتي كان لها تأثير كبير على الكتاب اللاحقين.
يشمل  السفر عبر الزمن أنواعاً أخرى، متل الرحلات الفضائية من خلال ثقبٍ دودي، أو البوابات مثل فنتازيا البوابة، وإيسيكاي أو غيرها من المخالفات المكانية، أو حدث مكاني كارثي، أو السفر إلى كوكب بديل بسبب ظاهرة تعدد الكواكب، متل كوكب لعبة تقمص الأدوار، أو إلى تاريخ بديل.
من الأمثلة المبكرة على السفر الكارثي عبر الفضاء رواية "هكتور سيرفاداك" (1877) لجول فيرن، حيث يتم اقتلاع قطعة من الأرض مع مجموعة من السكان بواسطة مذنب. في رواية "روبنسونز دو كوزموس" (1955) للكاتب الفرنسي فرانسوا بوردس، يتم تمزيق أجزاء من فرنسا والولايات المتحدة مع العديد من السكان وإعادة توطينها على كوكب غريب نتيجة تصادم مجرى.
في عام 1912، قدّم إدغار رايس بوروس شخصية "جون كارتر من المريخ"، الذي يصل بطريقة غامضة إلى الكوكب الأحمر عبر كهف مقدس كان يختبئ فيه من السكان الأصليين لأمريكا.
طريقة أخرى للانتقال إلى مكان جديد هي أن تختطف الكائنات الفضائية الشخص أو تدعوه للعيش في حضارة متقدمة تسافر بين النجوم. وتشمل السيناريوهات الشائعة أن يصبح الشخص عبدًا، أو محاربًا، أو شخصًا يحتضر ويحصل على فرصة ثانية في الحياة، مع تحقيق مكانة اجتماعية جديدة في تلك الحضارة.
أحد أشكال السفر عبر الزمن السهلة هو أن يجد الشخص نفسه في جسد أو عقل شخص آخر، إما من خلال تبادل العقول أو الأجساد أو مشاركة إحديهما. في روايته "أرض في الهروب" (1960)، استخدم كارسوك هذه التقنية، حيث يتحول عالم أصيب بصاعقة إلى عبقري فجأة، ويكشف قبل وفاته أن عقله قد اندمج مع عقل عالم من المستقبل البعيد. ومع ذلك، تصف معظم الرواية مستقبل الأرض بينما تقترب الشمس من التحول إلى مستعر أعظم.
قبل ذلك بثلاث سنوات، وظّف جون ديكسون كار تقنية مشابهة في روايته البوليسية "النار، احترق!"، حيث ينتقل وعي المحقق من خمسينيات القرن الماضي إلى الأيام الأولى للشرطة الحضرية عام 1829.
في الأدب الياباني، يُطلق على النقل عبر الزمن إلى عوالم موازية أو خيالية مصطلح "إيسيكاي".

## في الخيال الروسي
في الأدب الروسي الحديث، اكتسبت ظاهرة "البوبادانتسفو" شهرة واسعة في مجال الخيال العلمي والفانتازيا مع مطلع الألفية. نتيجة للطلب المتزايد، تضاعف إنتاج الروايات من هذا النوع، مما أدى في كثير من الأحيان إلى انخفاض الجودة العامة وظهور كليشيهات متكررة أفقدت الأعمال أصالتها وإبداعها.
تدور العديد من قصص "البوبادانتسفو" في الماضي الروسي، حيث يستخدم الأبطال، المسلحون بالمعرفة الحديثة، قدراتهم لتغيير مجرى الأحداث لصالح وطنهم. هذا النوع من القصص يجعل البطل "مُقدِّمًا" للتاريخ، مؤسسًا لخط زمني بديل. يرى النقاد أن هذه الظاهرة تُعبر عن دافعين رئيسيين: الرغبة في تحقيق الذات على طريقة "ماري سو"، والشعور بالحنين إلى أمجاد الاتحاد السوفيتي كقوة عظمى.
عادةً ما ينتمي "البوبادانتس" الروسي إلى إحدى ثلاث فئات: شخص عادي، أو جندي، أو مُعيد تجسيد للأحداث التاريخية. ومع ذلك، يشترك هؤلاء في تحقيق ارتقاء اجتماعي كبير عقب انتقالهم إلى الزمن أو العالم الجديد.
بينما كانت شخصية "البوبادانتس" في الأصل ذكورية، شهد العقد الأول من الألفية تحولًا ملحوظًا مع ظهور موجة من الروايات الشعبية التي قدمت "البوبادانكا" النسائية كشخصية رئيسة. غالبًا ما تأخذ هذه الروايات طابعًا رومانسيًا، حيث تصبح "البوبادانكا" ساحرة قوية أو زوجة لرجل ذي سلطة أو قوة، مثل ملك، أو ساحر، أو حتى مصاص دماء، وغالبًا ما يكون ذلك في إطار "أكاديمية السحر". في عام 2016، وثّق موقع LiveLib.ru 360 كتابًا حول نساء انتقلن إلى عوالم سحرية، وارتفع العدد إلى 422 كتابًا في 2017، و433 كتابًا في 2018.
ظهرت فئة فرعية مهمة ضمن هذا النوع متأثرة بلعبة تقمص الأدوار الجماعية "إيف أونلاين"، حيث تتناول القصص أبطالًا يجدون أنفسهم في عالم اللعبة، وغالبًا ما يتم أسرهم من قِبل قراصنة الفضاء أو تُجار العبيد. على الرغم من أن معظم هذه الأعمال تفتقر إلى الجودة الأدبية وتتناقض مع فلسفة اللعبة، إلا أنها تجد جمهورًا يستمتع بها كقصص خفيفة ومسلية.

## قراءة إضافية
- 2024: إليوت بورنشتاين، غيرعالق في زمن: حول مابعد الغموض السوفيتي - كتاب عن الحنين إلى الاتحاد السوفيتي في الأدب الروسي. الفصل الأول مخصص إلى "بوبادانتسي".